# 조선혁명선언

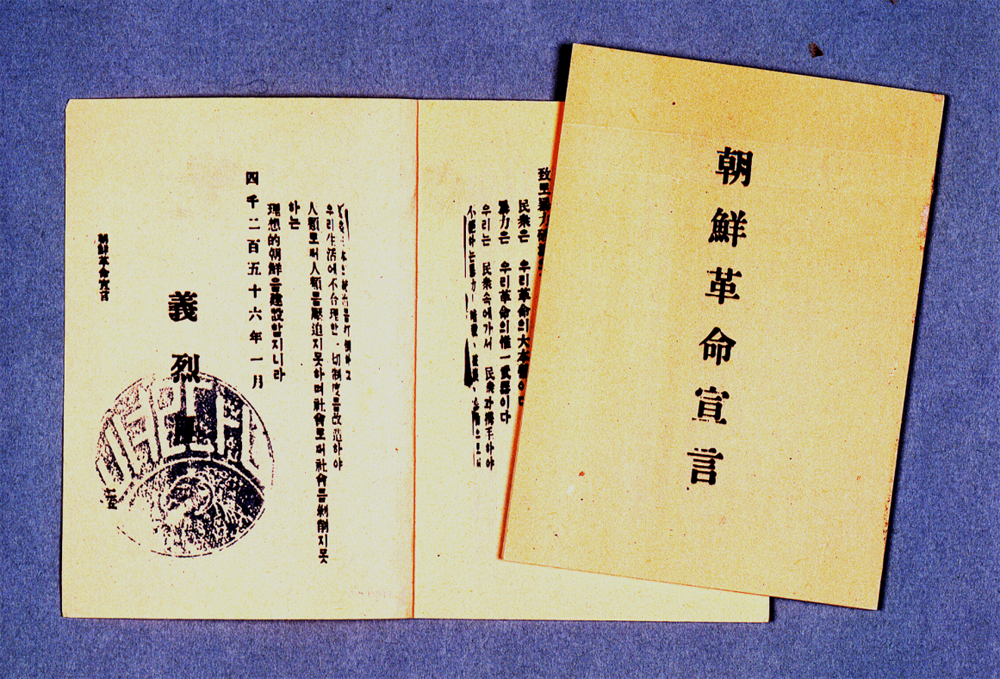
조선혁명선언

조선혁명선언(朝鮮革命宣言)은 1923년 중국 북경에 망명중이던 신채호(申采浩)가 비밀 항일결사 단체인 의열단(義烈團)의 선언문으로 작성한 글이다.
1919년 11월 10일에 창립되었던 의열단은 ① 왜놈들을 몰아내고 ② 조국을 되찾고 ③ 사회 계급을 없애고 ④ 평등을 추구하는 강령과 <천하 정의(正義)의 율(律)을 맹렬하게 실천함> 등의 공약 10조를 가지고 있었으며, 1923년 신채호에게 위촉하여 6천 4백여 자로 구성된 민족혁명주의적인 이 독립 선언문을 제시하였다. 이 선언문은 모든 의열단 단원들이 항상 소지하고 다녔을 뿐만 아니라, 1919년에 발표되었던 삼일 독립선언문(三一獨立宣言文) 이후 가장 큰 역사적 의의를 지닌 독립사상을 밝힌 문헌으로 평가되었다. 이 선언에 제시된 독립사상은 1920년대 국내에서 일제를 비적국화(非敵國化)하고 타협하려는 타협주의와 상해 임정 내의 외교노선주의론에 반대하여 폭력투쟁적인 항일투쟁노선을 정당화했을 뿐만 아니라 아나키즘의 영향을 받아 반강권(反强權), 반엘리트주의로 '민중의 직접 혁명'의 이념을 제시하였다. 따라서 이 선언은 민중·폭력의 두 요소를 결합시킨 아니키즘적 민중혁명, 폭력의 철학에 바탕을 두고 있다. 이 문헌에서 신채호는 1905년 이래의 영웅사관적(英雄史觀的) 색채를 가진 자강주의(自强主義)를 극복하고 독립투쟁의 주체를 자강론적 엘리트에서 민중으로 전환시켰을 뿐만 아니라 온건한 실력양성주의에서 혁명적 민족주의로 그의 사상을 발전시켰다. 이 민중·폭력의 아나키즘적 철학에 의해 "안중근·이재명 등 열사의 폭력적 행동이 열렬하였지만, 그 후면에 민중적 역량의 기초가 없으며 3·1운동이 만세 소리에 민중적 일치의 의기를 볼 수는 있었으나 또한 폭력적 중심을 가지지 못했다"(同宣言)라고 민족혁명주의적 독립투쟁의 역사관을 제시하기에 이르렀다. 이 사상에는 리스청(李石曾) 등의 중국 무정부주의의 영향이 인정될 뿐만 아니라 독립운동의 주적인 일제(日帝)를 아나키즘적인 반강권주의에 따라 그 절대적인 적으로 타도해야 할 대상으로 설정한 반제국주의 노선이 명백히 드러나 있다.